# Emily Muskett
Emily Victoria Muskett z domu Godley (ur. 22 października 1989 w Londynie, w dzielnicy Farnborough) – brytyjska sztangistka, olimpijka z Tokio 2020, mistrzyni Europy.

## Udział w zawodach międzynarodowych
| Impreza                                   | Rok  | Miejsce | Kategoria | Wynik  | Wynik   |
| Impreza                                   | Rok  | Miejsce | Kategoria | Punkty | Miejsce |
| ----------------------------------------- | ---- | ------- | --------- | ------ | ------- |
| Igrzyska olimpijskie                      | 2020 | Tokio   | do 76 kg  | 222    | 7.      |
| Mistrzostwa świata w podnoszeniu ciężarów | 2013 | Wrocław | do 63 kg  | 186    | 18.     |
| Mistrzostwa świata w podnoszeniu ciężarów | 2014 | Ałmaty  | do 63 kg  | 190    | 30.     |
| Mistrzostwa świata w podnoszeniu ciężarów | 2015 | Houston | do 69 kg  | 204    | 29.     |
| Mistrzostwa świata w podnoszeniu ciężarów | 2019 | Pattaya | do 71 kg  | 226    | 4.      |
| Mistrzostwa Europy w podnoszeniu ciężarów | 2017 | Split   | do 69 kg  | 209    | 9.      |
| Mistrzostwa Europy w podnoszeniu ciężarów | 2019 | Batumi  | do 71 kg  | 216    | srebro  |
| Mistrzostwa Europy w podnoszeniu ciężarów | 2021 | Moskwa  | do 71 kg  | 227    | złoto   |